# 레드 콤플렉스
레드 콤플렉스(Red Complex)는 공산주의에 대한 반감이 극대화되어, 어떤 사상을 공산주의인 것처럼 지칭하여 그 사상을 거부하는 것을 뜻한다. Red는 공산당에 대한 멸칭인 '빨갱이' 또는 공산당의 상징색인 '빨간색'을 뜻한다. 영어권에는 존재하지 않는 단어로 대한민국 내에서 통용되는 신조어이다. 영어권의 비슷한 단어로는 레드 스케어(Red Scare)가 있다. 단순히 공산주의 자체를 공산주의로 지칭하는 것을 레드 콤플렉스라고 하지는 않는다. 

## 역사 속의 레드 콤플렉스
대한민국은 한국 전쟁 이후 반공 교육에서 붉은색을 공산주의의 혁명성을 나타내는 색깔 또는 공산주의를 가리키는 색으로 삼고 조선민주주의인민공화국과 공산주의자를 묘사할 때 ‘빨갱이’라고 비하해서 불렀다.
대한민국 사회에서 ‘빨갱이’라는 말은 1948년 10월에 발생한 ‘여순사건’부터 보편적으로 사용되기 시작하였다.
레드 콤플렉스라고 불리는 반공 이데올로기는 반공이라는 국시와 국가보안법이라는 강력한 반공법과 더불어, 분단 이후의 대한민국 사회 모든 영역에 침투되어 강력한 영향력을 발휘해 왔다.
대한민국에서 노동 운동이 태동하던 당시, 대한민국 정부와 자본가들은 노동 운동과 공산주의 운동을 동일시하였으며, 그로 인해 국가보안법을 동원한 탄압이 횡행하였다. 또한 혁신을 주장하는 진보주의 정당의 활동도 좌파에 대한 사회 전반의 거부감 때문에 많은 어려움을 겪었다.
시민들이 참여한 민주화운동으로 대한민국은 1987년 이후 민주화되었고, 북한 김일성의 사망과 북한의 경제의 위기로 레드 콤플렉스는 줄어들기 시작하였지만, 대통령 선거와 국회의원 선거 때마다 ‘색깔론’을 일삼는다.
진보주의 정당을 공산주의 정당이라고 공격하는 것과 보수주의 정당을 친일파 정당이라고 공격하는 것은 색깔론의 예이다. 다만 대한민국헌법에 따라 민주적 기본질서 자체를 전복의 대상으로 삼는 사회주의 목적의 정당을 해산시킨 헌법재판소의 판결을 색깔론으로 보지는 않는다. 

### 사례
- 경쟁관계에 있지 않은 당사자들끼리 겨루는 경기(특히 운동회)를 할 때 일본에서는 홍백전(紅白戰)이라고 하지만, 대한민국에서는 청백전(靑白戰)이라고 한다.[8]
- 국가정상화추진위원회와 대한민국 어버이연합 회원들 사이에 친북 논쟁이 있었다.[9]

## 같이 보기
- 적색 간판 규제
- 주사파
- 매카시즘
- 레드 스케어 (적색공포)